# 雷杰普·迈达尼
雷杰普·切马尔·迈达尼（阿尔巴尼亚语：Rexhep Qemal Meidani，1944年8月17日—），阿尔巴尼亚固体物理学家，阿尔巴尼亚社会党总书记（1996年9月至2001年6月任）。1997年至2002年任阿尔巴尼亚总统。
| 前任： 萨利·贝里沙 | 阿尔巴尼亚总统 1997年-2002年 | 繼任： 阿尔弗雷德·莫伊休 |